# Helictotrichon filifolium
Helictotrichon filifolium là một loài thực vật có hoa trong họ Hòa thảo. Loài này được (Lag.) Henrard mô tả khoa học đầu tiên năm 1940.